# Arsbeck
Arsbeck ist ein Ortsteil der Mittelstadt Wegberg im Kreis Heinsberg im deutschen Bundesland Nordrhein-Westfalen.

## Geografie

### Gewässer
- Krebsbach
- Raky-Weiher
- Helpensteiner Bach

### Lage
Arsbeck liegt westlich von Wegberg an der B 221 und der Landesstraße 367. Die Bundesstraße verlief bis 2010 mitten durch Arsbeck und war von hohem Verkehrsaufkommen stark belastet. Eine Verlegung der Bundesstraße östlich der Ortslage wurde nach vielen Jahren der Planung 2010 realisiert.
Im Norden beginnen die Gemeinde Niederkrüchten und der Kreis Viersen, im Osten liegt Klinkum, im Süden der Weiler Petersholz und die Wohnsiedlung der britischen Armee bei Wildenrath, im Westen Rödgen und im Nordwesten Dalheim (Dalheim-Rödgen). Zwischen Arsbeck und den letzten beiden Ortschaften liegt Büch. Die Bebauung zwischen Arsbeck und Büch geht nahtlos ineinander über.
Arsbeck ist von Waldgebieten umgeben. Im Norden liegt der Merbecker Wald, im Osten der Wegberger Busch bei Klinkum, im Süden der Wildenrather Wald, der sich im Westen bis Dalheim erstreckt.
Eine Eisenbahnlinie führt im Norden an Arsbeck und Büch vorbei. Der Bahnhaltepunkt befindet sich in Büch.

### Nachbarorte
| Dalheim    | Niederkrüchten                              | Merbeck |
| Rödgen     | Kompassrose, die auf Nachbargemeinden zeigt | Wegberg |
| Wildenrath | Petersholz                                  | Klinkum |

## Geschichte

Tranchotkarte

Durch Grab-, Münz- und sonstige Funde lässt sich heute feststellen, dass das Gebiet des Ortes bereits zu römischer und vorrömischer Zeit besiedelt war.
Durch Einzelfunde (die von den Heimatforschern jedoch nicht belegt werden) wird nun auf folgende antike Wege geschlossen:
- der Weg aus Richtung Oberkrüchten an der Dalheimer Mühle vorbei nach Schaufenberg – Birgelen – Wassenberg
- der Effelder Weg, der vom oben genannten Weg an der Dalheimer Mühle abzweigte und weiter ziemlich gerade nach Effeld weiterverläuft
- die Heider Straße, die es noch heute in Arsbeck gibt. Sie wurde durch J. Scheider entdeckt. Nach ihm wäre der Verlauf der Straße: Venlo – Brüggen – Niederkrüchten über Arsbeck – Golkrath – Doveren – Jülich.
- eine römische Militärstraße vom Römerkastell bei Neuss zum Kastell Mederiacum in Melick an der Rur, welche von Neuss über Mülfort – Rheindahlen – Beeck – Bischofshütte am Helpensteinweiher vorbei nach Rosenthal und Vlodrop führte.

Gerne wird angenommen, dass Arsbeck zur Römerzeit eine wichtige Zwischenstation auf all diesen Wegen war, zum Beispiel zum Wechseln der Pferde. Der Name des Ortes, bis 1562 „Orsbeke“ wird jedenfalls damit in Zusammenhang gebracht, weil die Stammsilbe Ors, auch Horse oder Orse, eine germanische Bezeichnung für Pferd sei und Arsbeck demnach Pferdebach bedeutet habe. Nie belegt wurde eine römische Pferdewechselstelle in der Nähe des Baches, wofür den Hobbyhistorikern die angenommene, aber genauso wenig belegte Kreuzung von Römerstraßen in der Nähe der heutigen Arsbecker Kirche, („wo aus der Talmulde ‚Im Winkel‘ ein kleiner Bach kam, der die Pferdetränke, den heutigen nicht mehr vorhandenen Pastoratsweiher, füllte“) zur Beweisführung hinreicht.

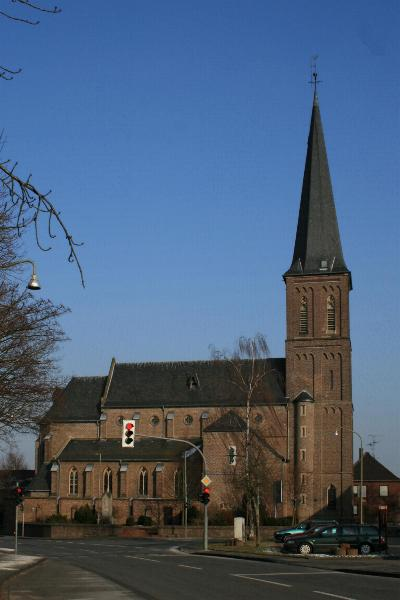
Pfarrkirche in Arsbeck

Das nachweislich älteste Monument befindet sich in der neugotischen Adelgundis Kirche, mit deren Schiff man den Vorgängerbau überbaute – nämlich ein Taufstein, nach den Reliefs im 12. Jahrhundert entstanden.
Arsbeck wurde im Jahre 965 schriftlich erwähnt. Zur damaligen Zeit befand sich der Ort im Besitz unabhängiger Grundherren. Allerdings nannte man den Ort damals noch nicht Arsbeck, sondern „Orsbeck“. Um eine Verwechslung mit dem gleichnamigen Ort an der Rur zu vermeiden, änderte der Herzog von Jülich den Namen 1561 in „Arsbeck“.
Ab 1211 können die Herren von Orsbeck als Lehnsherren schriftlich nachgewiesen werden sowie ab 1331 die Herren von Helpenstein. Circa 1358 geht die Herrschaft der Helpensteiner an Johann von Lynepe über. Seine Nachkommen regieren noch bis 1560 über sein Gebiet, wonach Wilhelm von Vlodrop die Herrschaft übernimmt, welche er 1562 an den Herzog von Jülich abtreten muss.
Der Dreißigjährige Krieg, der von 1618 bis 1648 auch in Arsbeck wütete, macht auch Arsbeck schwer zu schaffen. Nach Plünderungen und Brandstiftungen folgten Seuchen, die einen Großteil der Bevölkerung das Leben kostete. Unter der folgenden Herrschaft Ludwigs XIV. müssen die Menschen hohe Abgaben in Form von Steuern leisten, wodurch sich ihre wirtschaftliche Situation weiter verschlechtert. Es sollte aber noch härter kommen, nämlich in den französischen Revolutionskriegen vom 18. bis zum 19. Jahrhundert.
Bis weit in das 19. Jahrhundert ist Arsbeck eine stille Gemeinde, deren Bevölkerung größtenteils von der Landwirtschaft lebt. Ein Meilenstein in der Geschichte Arsbecks ist hier sicherlich der Bau der Eisenbahnverbindung Mönchengladbach-Roermond-Antwerpen, auch Eiserner Rhein genannt, die am 15. Februar 1879 eröffnet wird. Die Eisenbahn schaffte Arbeitsplätze. Sowohl am Bau der Strecke und der Hochbauten als auch später zu Dienstleistungszwecken wurden u. a. Arsbecker herangezogen. In diesen Jahren kann man einen starken Bevölkerungs- und Wirtschaftszuwachs ausmachen. 1913 wurde der Wasserturm erbaut.
Am 1. Januar 1972 wurde Arsbeck in die Gemeinde Wegberg eingegliedert.

### Motte Aldeberg

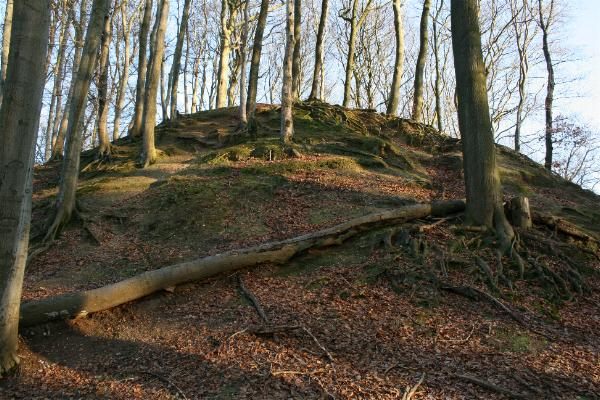
Aldeberg in Arsbeck

Der „Alde Berg“ ist eine Burganlage, typisch als Niederungsburg und Rittergut für das hohe und ausgehende Mittelalter. Die ältesten Funde auf dem Aldeberg sprechen entgegen überlieferten, nie belegten Ansichten (die alle auf den Heimatforscher und Ortschronisten Franz Mayer zurückgehen), für die Anlage der Burg im ausgehenden 12. Jahrhundert. Der Alde Berg ist eine der größten und besterhaltenen Motten zwischen Maas und Rhein. Sein Erbauer, ein Dienstmann und Ritter von Orsbek (miles de orsbeke), Lehnsmann und späterer Koalitionär der Streitpartei des Kölner Erzbischofs in der berühmt gewordenen Ritterschlacht von Worringen, nutzte im Geländeprofil eine ins Feuchtgebiet ragende Landzunge und „modellierte“ daraus den noch heute eindrucksvollen Turmhügel mit seiner Vorburg und den umgebenden Gräben (die stets über Flutungsniveau lagen).
Unmittelbar nach der für die erwähnte Koalition verlorenen Schlacht verließ Ritter Stephanus die Burg. Das bedeutende Rittergut, dem besondere Rechte oblagen (örtliche Streitschlichtung und Rechtsprechung, Steuerbefreiung, Haltung eines Pferdegestüts), wurde bis zu seiner Aufgabe im ausgehenden 14. bzw. frühen 15. Jahrhundert von „Halbwinnern“ oder „Halfen“ verwaltet, die Rechte dauerten fort, was noch im 18. Jahrhundert zu kuriosen Rechtssituationen führte. Die Wildheit und Verlassenheit des Ortes war in den folgenden Jahrhunderten Nährboden für Spukgeschichten („Werwolf“, Heinzelmännchen) – Bemerkenswert ist schließlich das Entstehen eines Fürbitte-Kultes (mit Bindezauber-Brauchtum).
Im 19. Jahrhundert wurde daraufhin vom örtlichen Pfarrer der Bau einer Kapelle veranlasst, der in den 1970er Jahren abgebrochen wurde. Das Bodendenkmal der Burganlage und das umgebende Naturgebiet mit ebenfalls denkmalgeschützten Resten einer romantisierenden Villenarchitektur (frühes 20. Jahrhundert) bilden heute ein sensibles Ensemble. Ein umfassendes Schutz- und Erschließungskonzept steht bislang noch aus.

## Sehenswürdigkeiten

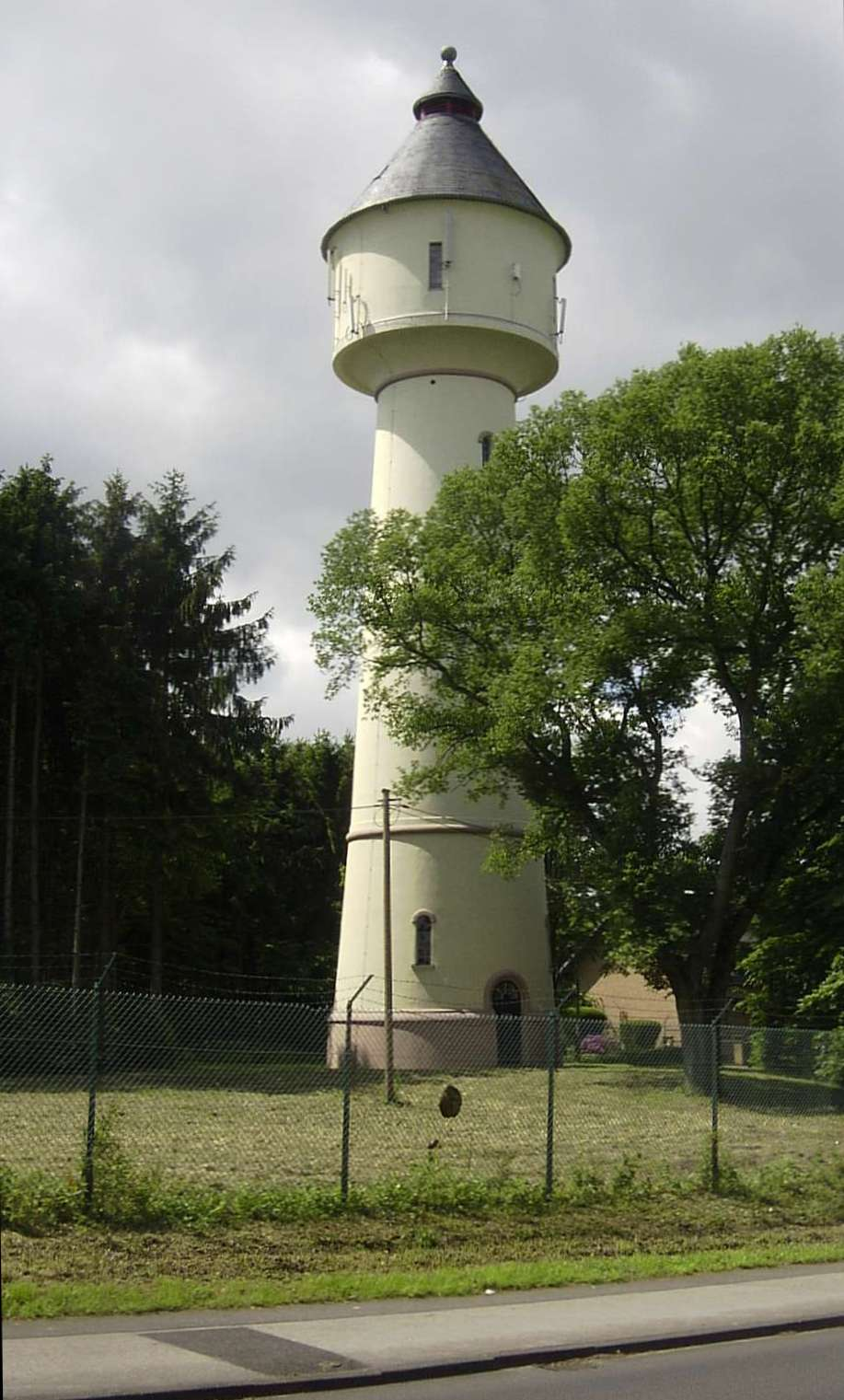
Arsbecker Wasserturm

- Kath. Filialkirche St. Adelgundis, Endstraße als Denkmal Nr. 1
- Wasserturm, Heuchterstraße als Denkmal Nr. 2. Der 1913 errichtete Wasserturm war bis Anfang der 1980er Jahre in Betrieb und steht unter Denkmalschutz. Er ist 27 Meter hoch und sein Behälter fasst 150 m³ Wasser.
- Wohnhaus (Arsbecker Hof), Endstraße 3 als Denkmal Nr. 6
- Motte Aldeberg

## Infrastruktur

### Verkehr

#### Bahn

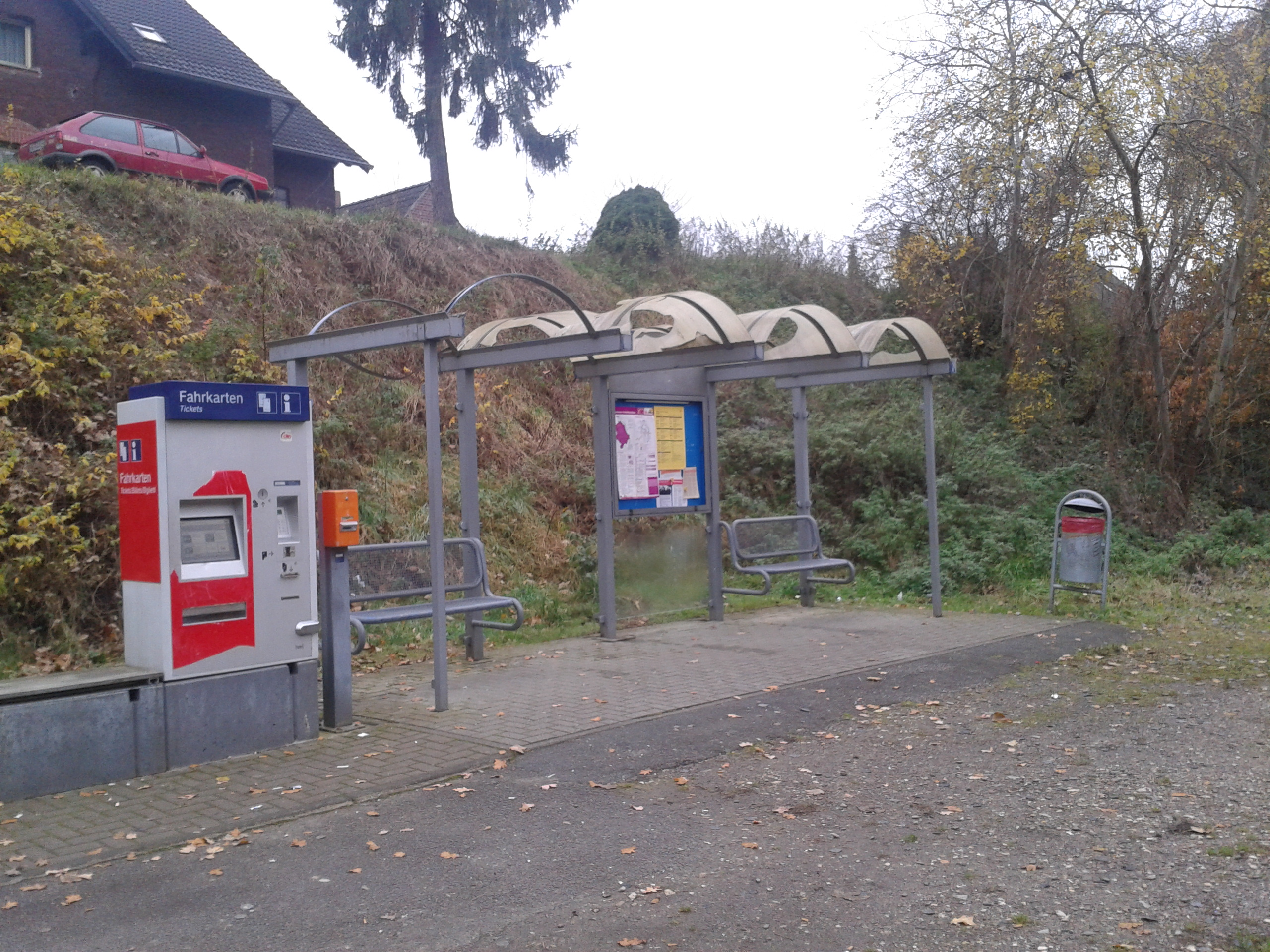
Bahn-Haltepunkt Arsbeck

Vom 6. August 1877 bis zum Herbst 1878 baute die Bergisch-Märkische Eisenbahn-Gesellschaft den 20,5 km langen Streckenabschnitt der Bahnstrecke Eiserner Rhein von Mönchengladbach bis zur preußisch-niederländischen Landesgrenze. Man baute den Bahnhof Wegberg (km 12,8), den Haltepunkt Arsbeck (18,1 km) und den Grenzbahnhof Dalheim (20,1 km). Seitdem hat die Region Anschluss an das Eisenbahnnetz.
Die Bahnstrecke Eiserner Rhein wird heute von der Schwalm-Nette-Bahn bedient. Über eine Reaktivierung der Strecke für Güterverkehr ist diskutiert worden. Der derzeit einzige nennenswerte Güterverkehr ist der Transport von Schienenfahrzeugen zum Prüfcenter Wegberg-Wildenrath.
| Linie | Linienverlauf | Takt                                                    | Gleis |
| ----- | --- | ------------------------------------------------------- | ----- |
| RB 34 | Schwalm-Nette-Bahn: Mönchengladbach Hbf – Rheydt Hbf – Mönchengladbach-Rheindahlen – Mönchengladbach-Genhausen – Wegberg – Arsbeck – Dalheim Stand: Fahrplanwechsel Dezember 2023 | 60 min (wochentags) 120 min (Wochenenden und Feiertage) | 1     |

#### Bus
Die AVV-Buslinie 413 der WestVerkehr verbindet Arsbeck an Wochentagen mit Wegberg, Wassenberg und Heinsberg.
Zudem verkehrt der Multi-Bus seit dem 9. Juni 2024 kreisweit erweitert und zu einheitlichen Bedienzeiten. Mehr Informationen gibt es bei WestVerkehr.
Seit Juni 2024 verkehrt außerdem die Stadtbuslinie WG1 und sorgt für eine verbesserte Verbindung nach Wegberg, Klinkum und Dalheim.
| Linie | Linienverlauf |
| ----- | --- |
| 413   | (Wegberg Schulzentrum –) Wegberg Busbf – Klinkum – Bischofshütte – Petersholz – Arsbeck – Dalheim Bf – Rödgen – Wildenrath – (Wildenrath Gewerbegebiet –) Wassenberg – Orsbeck – Unterbruch – Heinsberg Busbf (← Heinsberg AOK) |
| WG1   | (Stadtbus Wegberg) Wegberg Busbahnhof – Klinkum – Arsbeck – Dalheim Bf. |

### Einrichtungen
- Grundschule
- Städtischer Kindergarten
- Jugendheim
- Supermarkt

## Vereine
- St. Adelgundis Schützenbruderschaft Arsbeck e. V.
- Garten und Verschönerungsverein Arsbeck e. V.
- Spielmannszug Büch e. V.
- Trommelcorps Arsbeck 1922 e. V.
- Turnverein Büch-Arsbeck 1911 e. V.
- VdK Ortsverband Arsbeck
- Tennisclub Grün Weiss Arsbeck
- SV Helpenstein 1991 e. V.
- Freiwillige Feuerwehr Wegberg, Löschgruppe Arsbeck
- Deutsches Rotes Kreuz Ortsverband Wegberg e. V.
- Schützenverein Büch e. V.